# Lucy Hughes-Hallett
Lucy Angela Hughes-Hallett (née le 7 décembre 1951) est une historienne culturelle, biographe et romancière britannique. En novembre 2013, elle remporte le Prix Samuel-Johnson de non-fiction pour sa biographie de l'écrivain italien Gabriele D'Annunzio, The Pike. Le livre a également remporté le Prix Costa (Biographie), et le prix Duff Cooper. Son livre le plus récent est The Scapegoat: The Brilliant Brief Life of the duke of Buckingham.

## Biographie
Lucy Hughes-Hallett a écrit quatre ouvrages de non-fiction : Cleopatra, Heroes, The Pike: Gabriele d'Annunzio, and The Scapegoat: The Brilliant Brief Life of the duke of Buckingham. Elle a également écrit un roman, Peculiar Ground, qui se déroule en partie dans les années 1660 et en partie pendant la guerre froide. Dans son recueil de nouvelles, Fabulous, elle réimagine des histoires de la mythologie classique, de la Bible et du folklore, en les situant dans la Grande-Bretagne moderne.
Hughes-Hallett remporte le prix du concours Vogue Talent en 1973 et travaille ensuite pendant cinq ans comme rédactrice d'articles pour le magazine. En 1978, elle remporte le prix Catherine Pakenham pour les jeunes femmes journalistes pour un portrait de Roald Dahl. Depuis lors, elle écrit sur les livres et les arts pour tous les journaux britanniques, notamment The Sunday Times et The Guardian. Elle est critique de télévision au London Evening Standard pendant cinq ans.
Elle est jurée du Prix WH Smith, du Duff Cooper Prize, du Encore Award, du RSL Jerwood Award, du Rathbones Folio Prize et du Prix Hawthornden.
En 2021, elle est présidente du jury du Prix international Booker.
Elle est membre de la Royal Society of Literature et membre honoraire de l'Historical Association.
En 1984, elle épouse l'éditeur Dan Franklin. Ils ont deux filles.

## Publications
- Hughes-Hallett, L. (1990). Cleopatra: Histories, Dreams and Distortions. New York : Harper & Row[9].
- Hughes-Hallett, L. (2004). Heroes: Saviours, Traitors and Supermen. Londres : Harper Press[10] Heroes (sans sous-titre), New York : Alfred A. Knopf
- Hughes-Hallett, L. (2013). The Pike: Gabriele D'Annunzio, Poet, Seducer and Preacher of War (en), Londres : 4e Estate ; Gabriele d'Annunzio: Poet, Seducer, and Preacher of War,, New York : Alfred A. Knopf
- Hughes-Hallett, L. (2017). Peculiar Ground: A Novel, Londres : 4e Estate
- Hughes-Hallett, L. (2019). Fabulous: Stories, Londres : 4e Estate
- Hughes-Hallett, L. (2024). The Scapegoat: The Brilliant Brief Life of the Duke of Buckingham, Londres : 4e Estate ; New York : HarperCollins Publishers[11],[12],[13],[14]